# Erinnerungsmedaille 1870/71 (Oldenburg)
Die Erinnerungsmedaille 1870/71 wurde am 5. Mai 1871 von Großherzog Nikolaus Friedrich Peter von Oldenburg für das Zivilpersonal seines Stabes zum Andenken an ihren Aufenthalt in seinem Hauptquartier während des Deutsch-Französischen Krieges gestiftet.
Die silberne Medaille zeigt das Abbild des Stifters. Umlaufend NICOL. FRIEDR. PETER GROSSHEZOG V. OLDENBURG. Rückseitig zwei gekreuzte Lorbeerzweige und darüber die Jahreszahl 1870/71.
Das Ordensband ist ponceaurot mit zwei dunkelblauen Seiten- und zwei gelben Randstreifen.
Getragen wurde die Auszeichnung am Band auf der linken Brust.